# Tjul
Tjul est une  petite île habitée de la commune de Stavanger, dans le comté de Rogaland en Norvège, dans la mer du nord.

## Description
L'île appartient à l'archipel de Sjernarøyane dans le Boknafjord. Elle se situe entre l'île de Kyrkjøy (au nord-est) et l'île de Nord-Talgje (au sud).
Le nombre de résidents permanents est actuellement de 6 personnes. Il y a une ferme sur l'île, ainsi que deux maisons et cinq cabanes. La ferme de l'île gère des vaches laitières et des moutons.